# Spitssnuitsteur

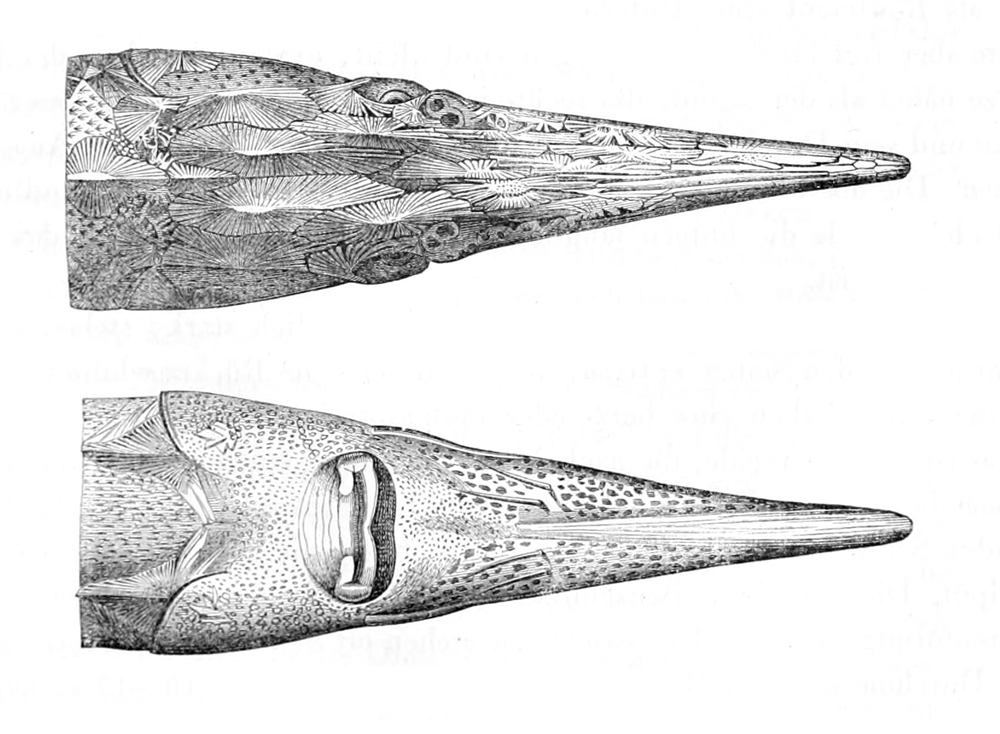
Boven en onderzijde van de kop

De spitssnuitsteur, stersteur of sevrugasteur (Acipenser stellatus) is een straalvinnige vissensoort uit de familie van steuren (Acipenseridae). De soort is inheems in de Zwarte Zee, Zee van Azov, Kaspische Zee en de Egeïsche Zee. Het trekt de rivieren die hierop afwateren op om te paaien. De soort is inmiddels in een groot deel van het oorspronkelijke leefgebied uitgeroeid. Er wordt voorspeld dat de resterende natuurlijke populatie snel zal volgen vanwege overbevissing. Het wordt door de IUCN als kritisch bedreigd beschouwd. De internationale handel in deze soort (inclusief de kaviaar) wordt beperkt door CITES.
Deze steursoort kan ongeveer 220 cm lang worden en een gewicht bereiken van 80 kg.  Dit is echter een zeldzaamheid, een lengte van tussen de 100 en 150 cm met een gewicht van 15 tot 25 kilo is meer gangbaar. Het is een slanke vis die zich gemakkelijk onderscheidt van andere steuren door zijn lange, dunne en rechte snuit. Het heeft een rij van vijf kleine baarddraden die dichter bij de mond liggen dan bij de punt van de snuit. Op de laterale lijn liggen tussen de dertig en veertig bleke schubben. Deze kenmerken onderscheiden de spitssnuitsteur van de diamantsteur (Acipenser gueldenstaedtii). De algemene kleur is donker grijsgroen of bruin met een bleke onderkant. De spitssnuitsteur wordt tussen het tiende en vijftiende levensjaar geslachtsrijp. De maximale gerapporteerde leeftijd voor deze soort is 27 jaar.
De spitssnuitsteur voedt zich met vissen, wormen, schaaldieren en weekdieren. Het ligt overdag op de bodem en voedt zich meestal 's nachts. Deze vis is anadroom en beweegt stroomopwaarts naar ondiep water om te paaien.

## Commercieel gebruik

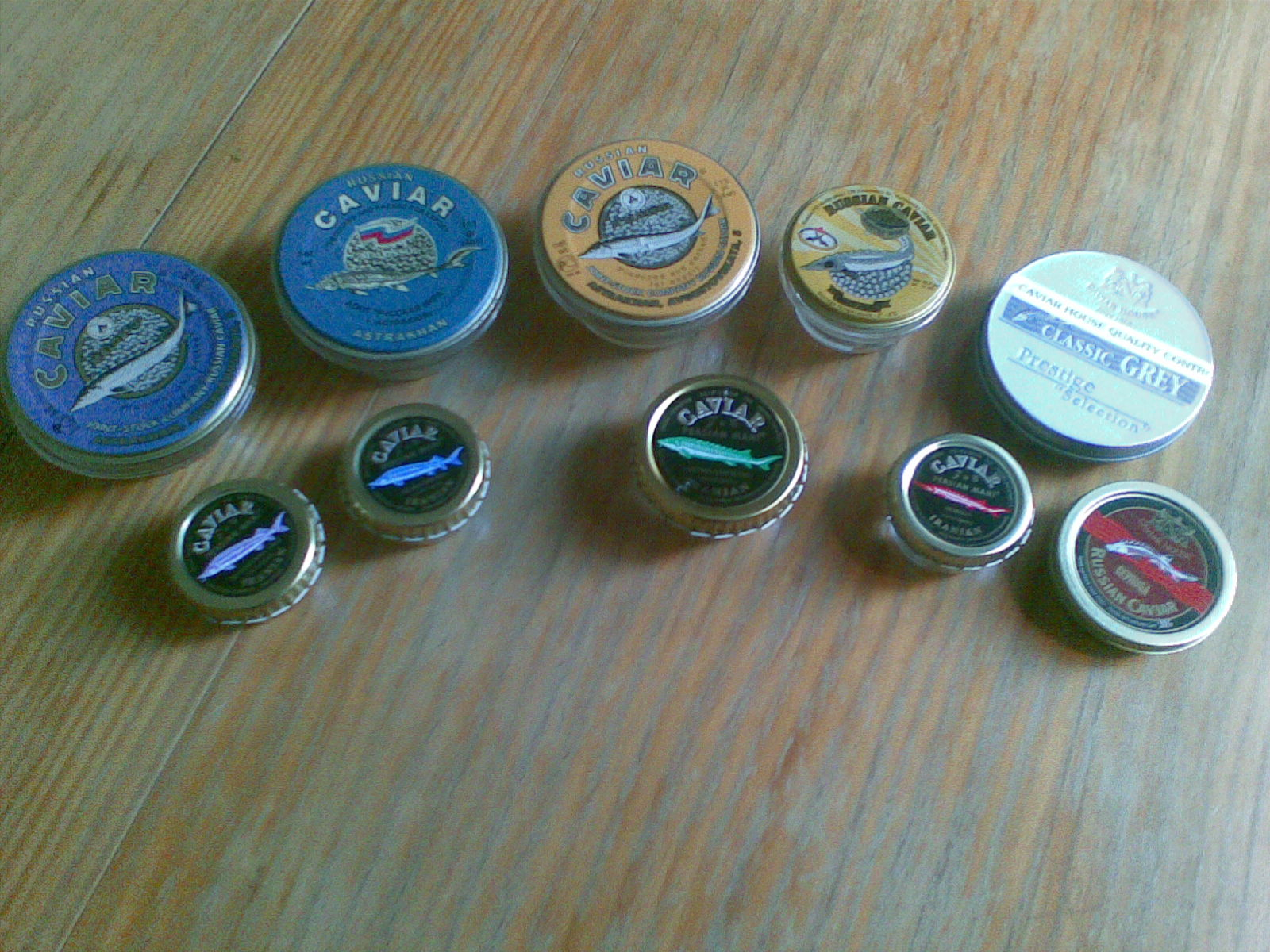
Blikjes kaviaar: links Beluga, midden Ossetra en rechts Sevruga

De spitssnuitsteur is een belangrijke commerciële vissoort. Van de eieren wordt de Sevrugakaviaar gemaakt. Samen met de kaviaar van de Belugasteur en de Russische steur een van de drie bekendste soorten kaviaar. Het vlees wordt beschouwd als een dure delicatesse in de Kaspische regio. Dit vlees wordt gebruikt om kebab te maken, of te worden gefrituurd, geroosterd of gerookt. Er zijn verschillende pogingen ondernomen in Rusland, Iran, Italië en de Verenigde Staten om deze soort aan te passen voor aquacultuur, met wisselend succes.
De veerkracht van deze soort is laag. De minimale populatieverdubbelingstijd is 4,5 - 14 jaar.

## Afbeeldingen

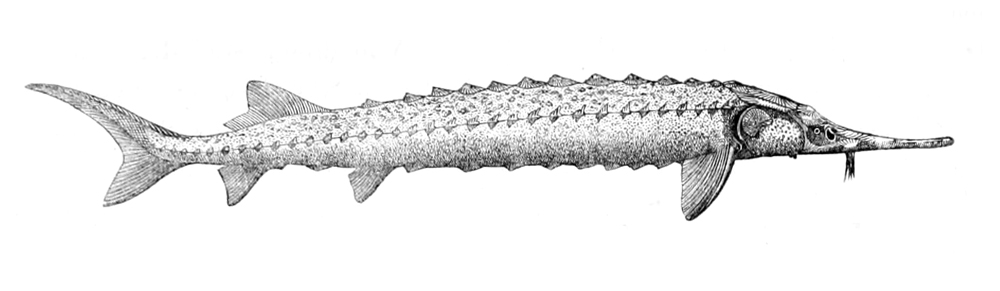
A. stellatus
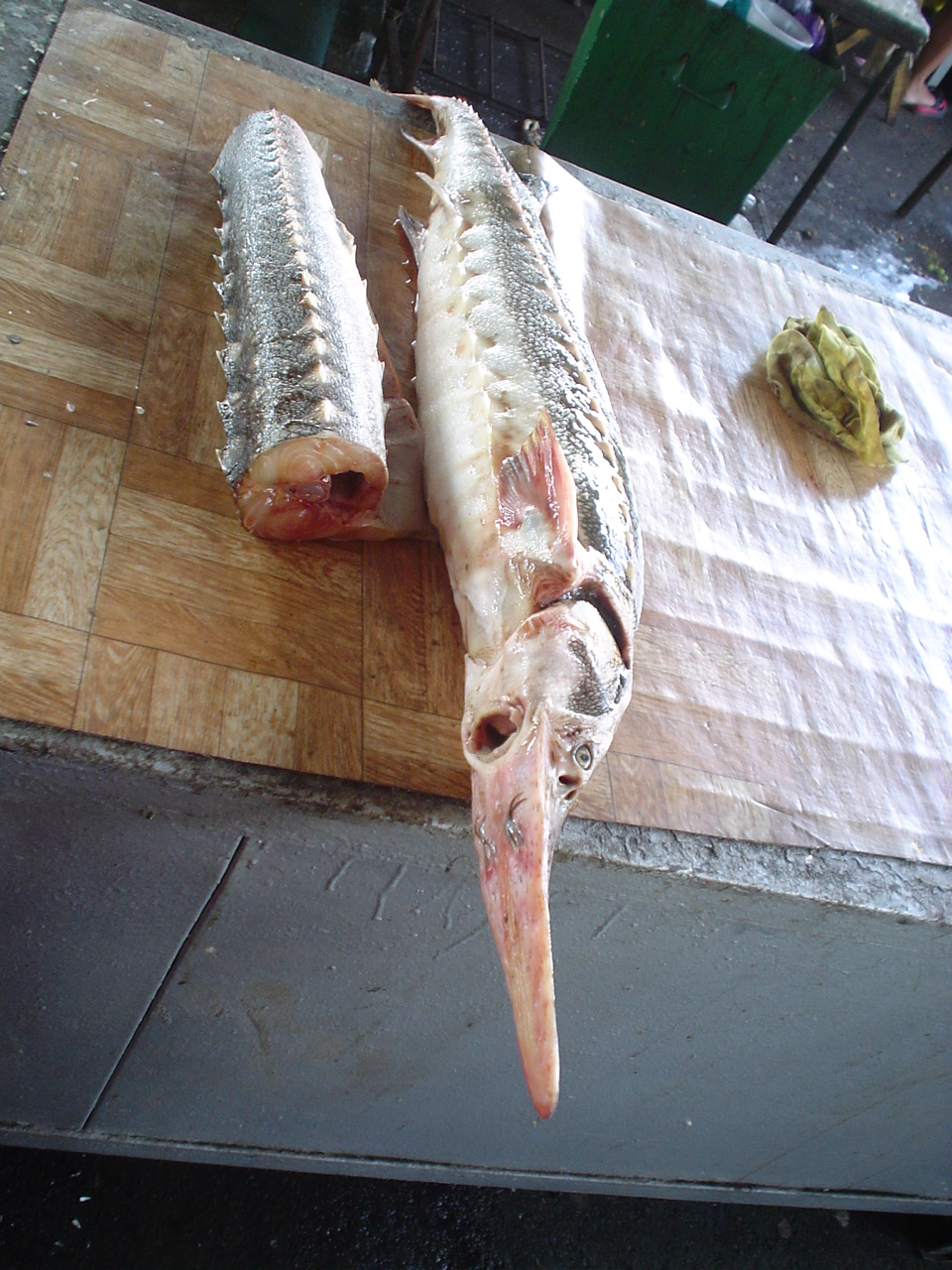
A. stellatus op een bazaar in Odessa
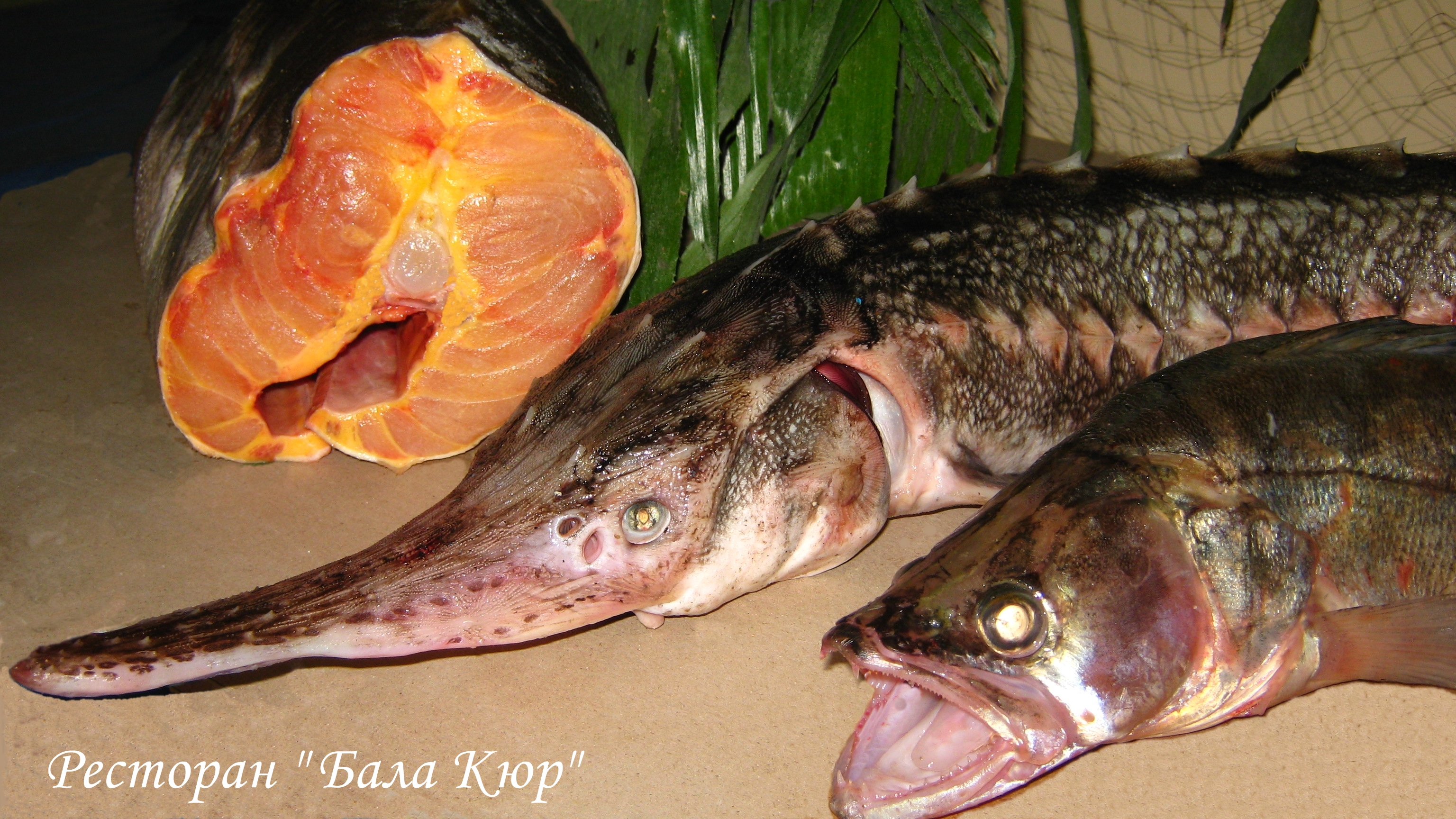
A. stellatus (midden)
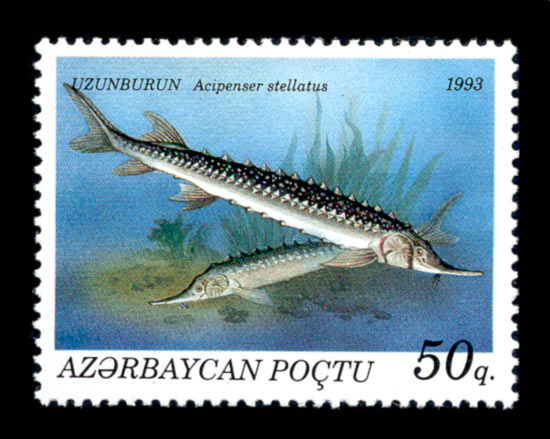
A. stellatus op postzegel uit Azerbeidzjan
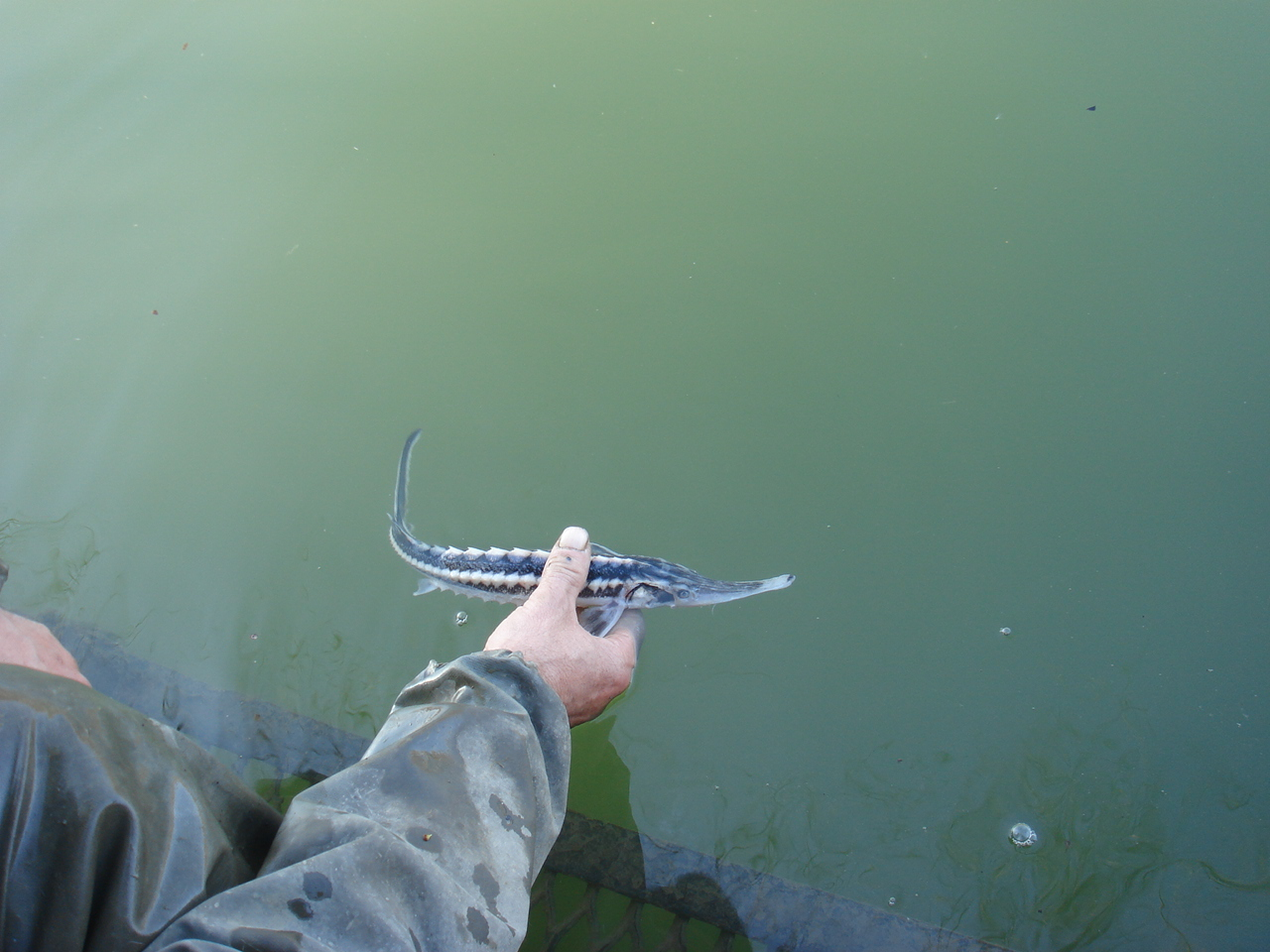
A. stellatus